# Вінцент Равський (молодший)
Вінцент Ян Равський молодший (пол. Wincenty Jan Rawski, 26 листопада 1850, Львів — 4 вересня 1927) — архітектор. Син Вінцента Равського-старшого.

## Біографія
Народився 26 листопада 1850 у Львові. Там закінчив реальну школу. Протягом 1869–1872 років навчався у львівській Технічній академії, після чого два роки був слухачем політехніки у Відні. Зокрема відвідував лекції Генріха Ферстля. Відбув навчальну подорож до Італії. Повернувшись до Львова, працював у будівельній фірмі батька. Від 1876 року — уповноважений будівничий. Активно працював проєктантом і будівничим-виконавцем. Взяв участь у спорудженні будівлі Галицького сейму (проєкт Юліуша Гохбергера), церкви святого Георгія у Львові (1897—1900, проєкт Густава Захса).
1892 долучився до Товариства для розвитку і прикрашення міста Львова. Від 1893 року — член міської ради. Член Галицької інженерної палати, входив зокрема до її правління. Взяв участь у П'ятому з'їзді техніків, який відбувався 8—11 вересня 1910 року у Львові, де зачитав реферат «Про забезпечення архітекторам вирішального впливу на забудову міст».
У 1890-х був одним з експертів на судовому процесі між Леонардом Марконі і Юзефом Каетаном Яновським у справі щодо авторства проєкту Промислового музею. Входив також до складу журі конкурсів на найкращий проєкт будинку Торговельно-промислової палати у Львові (1907), реконструкції львівської ратуші (1908), будівлі Акціонерного кооперативного банку у Львові (1909), генплану «Великого Кракова» (1910), на проєкт будівлі казино у Львові (1910), прибуткових будинків у Львові на вулицях Коперника і Банківській (1910), ескізів дому Ремісничої палати у Львові (1912), проєктів нового корпусу Львівського університету (1913).
Проживав у Львові, спочатку в місцевості Кастелівка (вілла не збереглась). Від 1894 року — на вулиці Матейка, 8, а від 1896 — знову на Кастелівці на вулиці Кшижовій, 61 (тепер Чупринки). Помер у Львові, похований на Личаківському цвинтарі у Львові, поле № 3.
Діяльність у Політехнічному товаристві
Від 1877 року Вінцент Равський належав до Політехнічного товариства у Львові. У 1883–1885, 1887–1900, 1908—1910, 1919 роках входив до його правління (вибори відбувались щороку). Зокрема у 1883, 1884, 1889, 1890 роках був заступником секретаря, у 1893–1895 — заступник голови правління. У 1908–1909 роках обирався головою товариства. 1894 року іменований пожиттєвим членом. 1894 року очолив щойно створену промислово-будівельну секцію товариства, від 1907 року — почесний член товариства. На закритому конкурсі до реалізації було прийнято проєкт будинку Політехнічного товариства авторства Равського. Він же особисто два роки керував спорудженням. Був одним із засновників і першим головою створеного в рамках товариства в червні 1908 року «Кола архітекторів польських у Львові». На початку грудня того ж року у складі делегації Кола брав участь у Першому з'їзді польських архітектурних кіл у Кракові. Там був обраний до тимчасового складу Сталої делегації польських архітекторів.
1889 року Равський профінансував книжку «Вади і покращення нашого житла» (пол. «Wady i ulepszenia naszych mieszkań»), видану Політехнічним товариством з нагоди Гігієнічної виставки у Львові. У 1890—1894 роках входив до складу редакції друкованого органу товариства — журналу «Czasopismo Techniczne», автор низки фахових статей. Один з організаторів та голова оргкомітету архітектурної виставки 1910 року у Львівському палаці мистецтв. Експонував там конкурсний проєкт костелу Єлизавети та фотографії реалізованих будівель. Член комісії, організованої львівським Колом польських архітекторів, з питань реформування архітектурної освіти у Політехнічній школі.

## Проєкти
У Львові
- Житлові будинки на нинішній вулиці Франка, 2, 4 (1883, споруджував Ігнатій Віняж, скульптор Леонард Марконі)[29].
- Колишній дім управління залізниці на вулиці Січових Стрільців, 3 у стилі історизму (1885–1887). Збудований за конкурсним проєктом. Проєкт експонувався у Львові на архітектурній виставці 1892 року.[30]
- Вілла-палац графині Ядвіги Русоцької, споруджена 1898 році у стилі історизму, з парадним ґанком та наріжною вежею зі шпилем на нинішній вулиці Франка, 68. Нині тут перебуває юридичний факультет Львівської комерційної академії.
- Власна вілла на нинішній вулиці Горбачевського (1891—1892, не збереглась)[16].
- Власний будинок на вулиці Матейка, 8 (1893—1894)[16].
- Кавалерійські казарми при вулиці Княгині Ольги, 5 (1895).[31]
- Будинок друкарні на нинішній вулиці Ліста, 4 (1895).[32]
- Власна вілла на нинішній вулиці Чупринки, 61 (1896).[33]
- Дім Політехнічного товариства на нинішній вулиці Дудаєва, 9. Проєкт 1901 року переміг у конкурсі 1905 року і реалізований до 1906. Автор скульптурного озодблення Едмунд Плішевський. Будівництво доручено Едмундові Жиховичу.[34] Равський відмовився від гонорару на користь товариства.[35]
- Дім на нинішній вулиці Вороного, 9 (1906, співавтор ймовірно Леопольд Райс).[36]
- Дім родини Буяків на вулиці Грюнвальдській, 11-а у стилі ар деко (1923)[31].
- Спільне з Юліушем Цибульським керівництво спорудженням будинку Промислової школи на вулиці Снопківській, 47. Проєкт Владислава Садловського[37].

В інших населених пунктах
- Будинок для Дирекції скарбу на вулиці Ягеллонській, 52 в Новому Сончі. Збудований у стилі історизму не пізніше 1899 року.[38]
- Проєкт «Міщанського дому» на розі вулиць Длугоша і Костюшка в Новому Сончі (1912).[39]
- Палац Лянцкоронських у Тартакові.[2]
- Маєток Дідушицького в Ізидорові.[2]
- Маєток Козловецьких у Раковій.[2]

Нереалізовані
- Конкурсний проєкт реальної школи у Стрию (ІІ місце, співавтор Густав Бізанц).[2]
- Проєкт низки будинків Кредитного земельного товариства на розі нинішнього проспекту Свободи і вулиці Коперника у Львові (1912).[40]
- Проєкт «перехідного» неоготично-неороманського костелу Єлизавети у Львові. Не здобув відзнак на конкурсі 1903 року, але був придбаний журі. Перед тим, 1898 року Равський входив до складу комітету будівництва костелу.[41] Проєкт експонувався 1910 року на архітектурній виставці у Львові[27].
- Ескізний проєкт костелу святого Вінсента де Поля у Львові (1919). Вінцент Равський входив також до комітету будівництва костелу[42].
- Конкурсний проєкт будівлі Промислового музею у Львові.[2]